# Evilenko
Evilenko är en engelskspråkig italiensk skräckfilm från 2004 som bygger på seriemördaren Andrej Tjikatilos liv och brottsliga bana. I rollen som Tjikatilo ses Malcolm McDowell.
Året är 1984. Läraren och kommunisten Andrej Romanovitj Evilenko blir avskedad efter att ha försökt att våldta den 11-åriga eleven Tonja. Förbittrad över sin situation och Sovjetunionens begynnande sönderfall börjar Evilenko att våldta, mörda och stycka kvinnor och barn och emellanåt äta delar av deras lik. Han lyckas att lura med sig sina offer genom hypnos.
Den arbetslöse Evilenko blir anställd som spion av KGB; hans officiella titel som "tåginspektör" möjliggör för honom att obemärkt resa runt och begå sina vidriga brott. Domaren Vadim Lesjev får i uppgift att fånga den man som våldtar och mördar barn och kvinnor på den ryska landsbygden. Efter två år grips Evilenko och döms till döden för mord på 55 personer.

## Rollista (urval)
| Malcolm McDowell | – Andrej Romanovitj Evilenko (Andrej Tjikatilo) |
| Marton Csokas    | – Vadim Timurovitj Lesjev                       |
| Ronald Pickup    | – Aron Richter                                  |
| Frances Barber   |                                                 |
| John Benfield    |                                                 |
| Alexej Chadjuk   | – Captain Ramenskij                             |
| Ostap Stupka     | – Doctor Amitrin                                |
| Vernon Dobtcheff | – Bagdasarov                                    |
| Adrian McCourt   | – Surinov                                       |
| Ruby Kammer      | – Tonja                                         |
| Sofia Vlasova    | – Larissa                                       |